# Globularin
Die chemische Verbindung Globularin ist der trans-Zimtsäure-Ester des Catalpols.

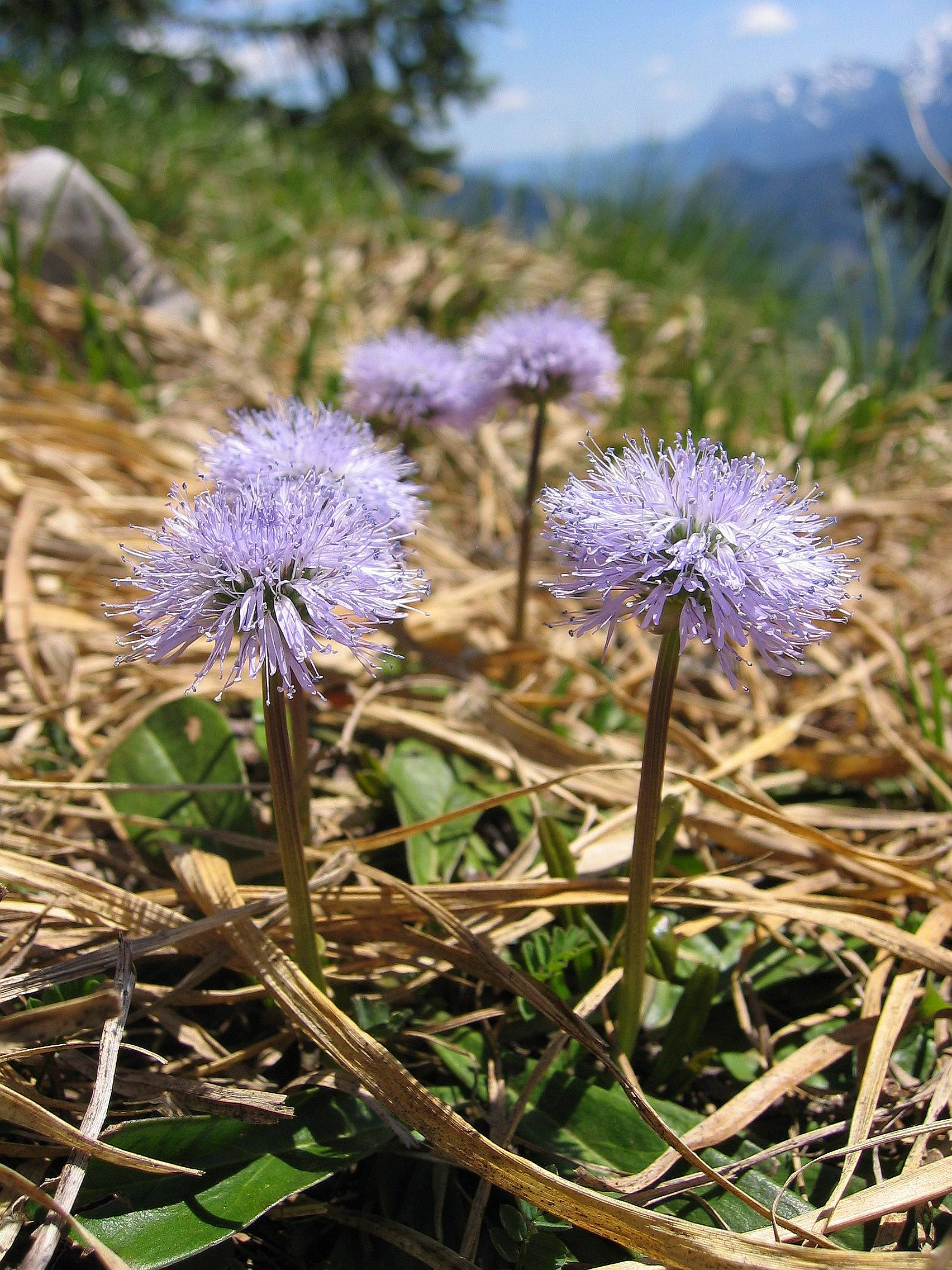
Kugelblume (Globularia)

Es ist ein pflanzliches Iridoid-Glycosid, welches in Pflanzen der Familie der Wegerichgewächse (insbesondere Kugelblumen, Globularia, die der Substanz ihren Namen gaben) und in Lippenblütlern (Gmelina und Scutellaria) enthalten sein kann. Der Zuckerteil des Glycosids besteht beim Globularin aus Glucose, das Aglycon heißt Globularetin. In den Pflanzen wird auch die entsprechende cis-Verbindung (mit der cis-3-Phenylpropensäure) gefunden, das Globulariscin.
Die weiße, amorphe Substanz ist gut löslich in Wasser, Ethanol und Ether. Bei Vergiftungen mit Pflanzenteilen treten als Symptome Erbrechen, Koliken, Diarrhoe, Schwindel, Kopfschmerz bis zum Kreislaufkollaps auf.